# PL-2
Le PL-2 est un missile air-air courte portée à guidage infra-rouge chinois, basé sur le Vympel K-13 qui était lui même basé sur l'AIM-9B. Il a été conçu à la fin des années 1960 et est entré en service en 1970.
Le PL-2 a été le premier d'une famille de missiles air-air courte portée Chinois; parmi les dérivés, seul le PL-5B a été une réussite technique et commerciale.

## Développement
La RPC a acquis un AIM-9B intact lors de la deuxième crise du détroit de Taiwan en 1958. Les combats aériens au-dessus du détroit entre l'armée de l'air de la République de Chine et l'armée de l'air de l'Armée populaire de libération (PLAAF) ont marqué les débuts au combat des avec des missiles air-air. Avec leurs F-86 Sabres armés de Sidewinder les Taïwanais ont remporté des succès notable contre les J-5 de la PLAAF. Le 28 septembre, un J-5 est revenu à sa base avec un Sidewinder non explosé logé dans sa cellule. À la suite de cela le gouvernement chinois a immédiatement demandé à son industrie d'étudier le missile et d'en créer une copie, cette acquisition a été un grand pas en avant pour l'industrie Chinoise qui commencé tout juste à s’intéresser aux missiles aériens. Les ingénieurs Soviétiques ont été invité en Chine pour étudier le missile, ils ont pu à la fin de leur visite ramener un exemplaire intact d'AIM-9B. Grâce à cela les Soviétique ont pu développer un homologue à l'AIM-9 le Vympel K-13 (R-3) qui est entré en service en 1961.
Après avoir examiné et imité avec succès le Sidewinder américain, l'Union soviétique a ensuite donné aux Chinois la conception et les informations techniques du K-13. Lorsque la délégation militaire chinoise s'est rendue en Union soviétique pour discuter de l'introduction des chasseurs MiG-21 en 1961, l'Union soviétique a accepté de transférer ses missiles K-13 copiés avec succès en Chine avec les chasseurs MiG-21. En avril 1962, la Chine reçu des Soviétiques le résultat de leurs recherches sur l'AIM-9. La production en série du modèle soviétique a commencé en 1964. Après avoir reçu le K-13, les Chinois ont commencé la production sous licence du missile et l'ont renommé PL-2.
Le premier modèle du missile PL-2 présentait des défauts dans ses capacités de guidage infrarouge, il avait tendance à confondre la chaleur du soleil avec la chaleur du moteur de l'avion cible ce qui le rendait facilement esquivable par les chasseurs ennemis.

## Versions
- PL-2
- PL-3
- PL-5
- PL-6